# 赵公政
赵公政（？—？），天水郡新县（今甘肃省天水市秦州区）人，南齐官员，赵超宗的堂兄。

## 生平
建武四年（497年）十二月，南齐将军王昙纷率领一万多兵众攻打北魏南青州黄郭戍，北魏的戍军首领崔僧渊率兵抵抗，大获全胜，王昙纷全军覆没。南齐将军鲁康祚、赵公政又率兵一万人进犯北魏太仓口，北魏豫州刺史王肃命令长史傅永率甲士三千人反击。鲁康祚、赵公政驻扎在淮河以南，傅永驻扎在淮河以北十多里。傅永对部下说：“南方人喜欢夜间偷袭军营，他们一定会在准备渡河的地方放置火把，以标记河水的深浅。”于是傅永在夜间把士兵分成两部分，让他们埋伏在军营外面，又在大葫芦里装满易燃物，派人秘密地渡过淮河到达南岸，把大葫芦放置于水深之处，并告诫部下说：“一见对岸火起，你们就点燃它。”这天夜里，鲁康祚等人果然率兵来袭击傅永的军营，傅永的伏兵夹击，鲁康祚等人撤到淮河边，河边到处都是火光，齐军记不住原本渡河的地方，于是就朝着傅永设置的点火处争相渡河。该处淮河水深，淹死和被斩首的有几千人。赵公政被俘虏，鲁康祚的人和马匹都坠入淮河，次日早晨魏军发现了鲁康祚的尸体并将他斩首，鲁康祚的首级和赵公政被送到京城洛阳。